# 송도동 (인천)
송도동(松島洞)은 대한민국 인천광역시 연수구에 있는 동이다.
총 면적은 32.7 km2이며, 2023년 8월 주민등록 기준으로 전체 인구는 20만 3513명이다.

## 역사
서해 간석지를 매립하여 조성된 송도국제도시를 관할하고 있다. 2006년 3월 6일에 법정동인 송도동이 설치되었으며, 경제자유구역 지정에 따른 도시 개발 및 인구 유입이 가속화되어 2012년 1월 1일 송도동이 송도1동과 송도2동으로 분동하고, 2014년 9월 24일에 송도1동에서 송도3동이 분동하고, 2019년 1월 1일에 송도2동에서 송도4동으로 분동하고, 2020년 10월 26일에 송도4동에서 송도5동으로 분동하였다.

### 명칭 논란
송도국제도시가 조성된 간척지 근방의 원래 지명은 옥련(玉蓮)이었으나 일제 강점기인 1936년 10월 인천부가 부천군 문학면 일부를 편입하면서 송도(松島)로 바뀌었다가 1946년에 환원되었다. 이 송도라는 이름에 대해서는 일본 군함인 마쓰시마함에서 따 왔다는 설과, 미야기현의 마쓰시마섬에서 따 왔다는 설 두 가지가 중론이다. 2004년 4월 연수구 지명위원회에서는 송도국제도시 2-4공구의 동명을 비류에서 딴 비류동(沸流洞)으로 확정하고 구와 행정자치부의 심의를 기다렸으나, 반대 의견이 거세자 이를 번복하고 동년 10월 4일 지명위원회를 다시 열어 송도동으로 최종 확정하였다.

## 교통

### 지하철
- : 송도달빛축제공원역, 국제업무지구역, 센트럴파크역, 인천대입구역, 지식정보단지역, 테크노파크역, 캠퍼스타운역

### 도로
- 주요 도로 : 송도문화로, 센트럴로, 갯벌로, 송도교육로, 아카데미로, 아트센터대로, 송도바이오대로, 신송로, 첨단대로, 인천신항대로, 송도국제대로, 하모니로, 송도과학로, 인천타워대로, 컨벤시아대로 등

## 기관
- 인천신항
- 해양경비안전본부
  - 중부지방해양경비안전본부

## 교육

### 대학교
- 인천대학교
  - 송도캠퍼스
  - 미추홀캠퍼스
- 인천가톨릭대학교
  - 송도국제도시캠퍼스
- 연세대학교 국제캠퍼스
- 인하대학교 항공우주융합캠퍼스

### 전문대학
- 인천재능대학교 송도캠퍼스

### 국제학교
- 채드윅송도국제학교
- 칼빈매니토바국제학교

### 외국대학
- 한국뉴욕주립대학교 송도 글로벌 대학 캠퍼스
- 조지 메이슨 대학교 한국 송도캠퍼스
- 겐트 대학교 글로벌캠퍼스
- 유타 대학교 아시아캠퍼스

### 고등학교
- 박문여자고등학교
- 신송고등학교
- 인천과학예술영재학교
- 인천연송고등학교
- 인천포스코고등학교
- 인천해송고등학교

### 중학교
- 신송중학교
- 인천해송중학교
- 인천신정중학교
- 박문중학교
- 능허대중학교
- 인천미송중학교
- 인천현송중학교
- 인천은송중학교

### 초등학교
- 인천신송초등학교
- 인천먼우금초등학교
- 인천해송초등학교
- 인천명선초등학교
- 인천송명초등학교
- 인천신정초등학교
- 인천송일초등학교
- 인천연송초등학교
- 인천미송초등학교
- 인천송원초등학교
- 인천은송초등학교
- 인천첨단초등학교
- 인천예송초등학교
- 인천송담초등학교
- 인천현송초등학교

## 사진
송도1동 행정복지센터

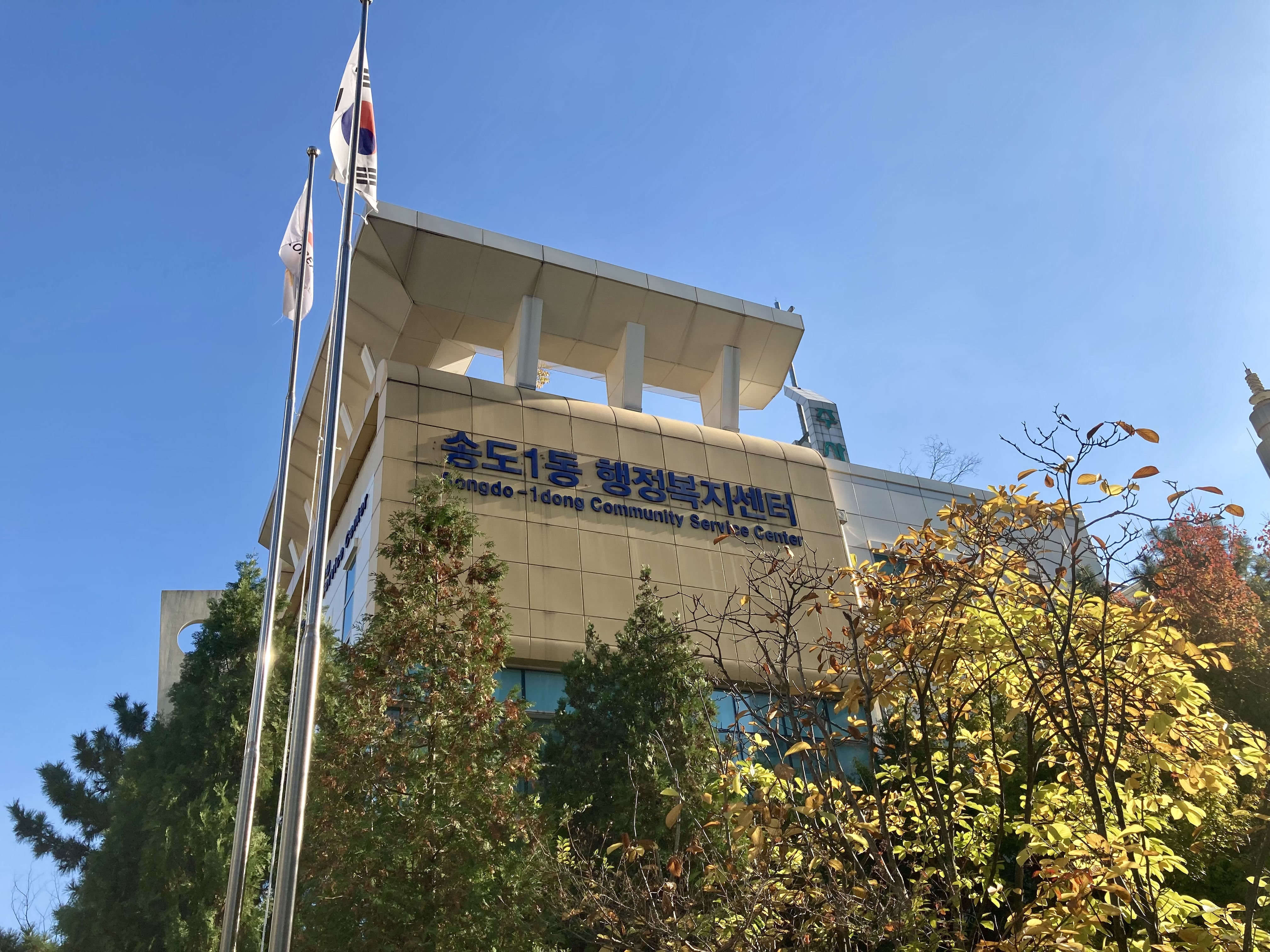
송도1동행정복지센터
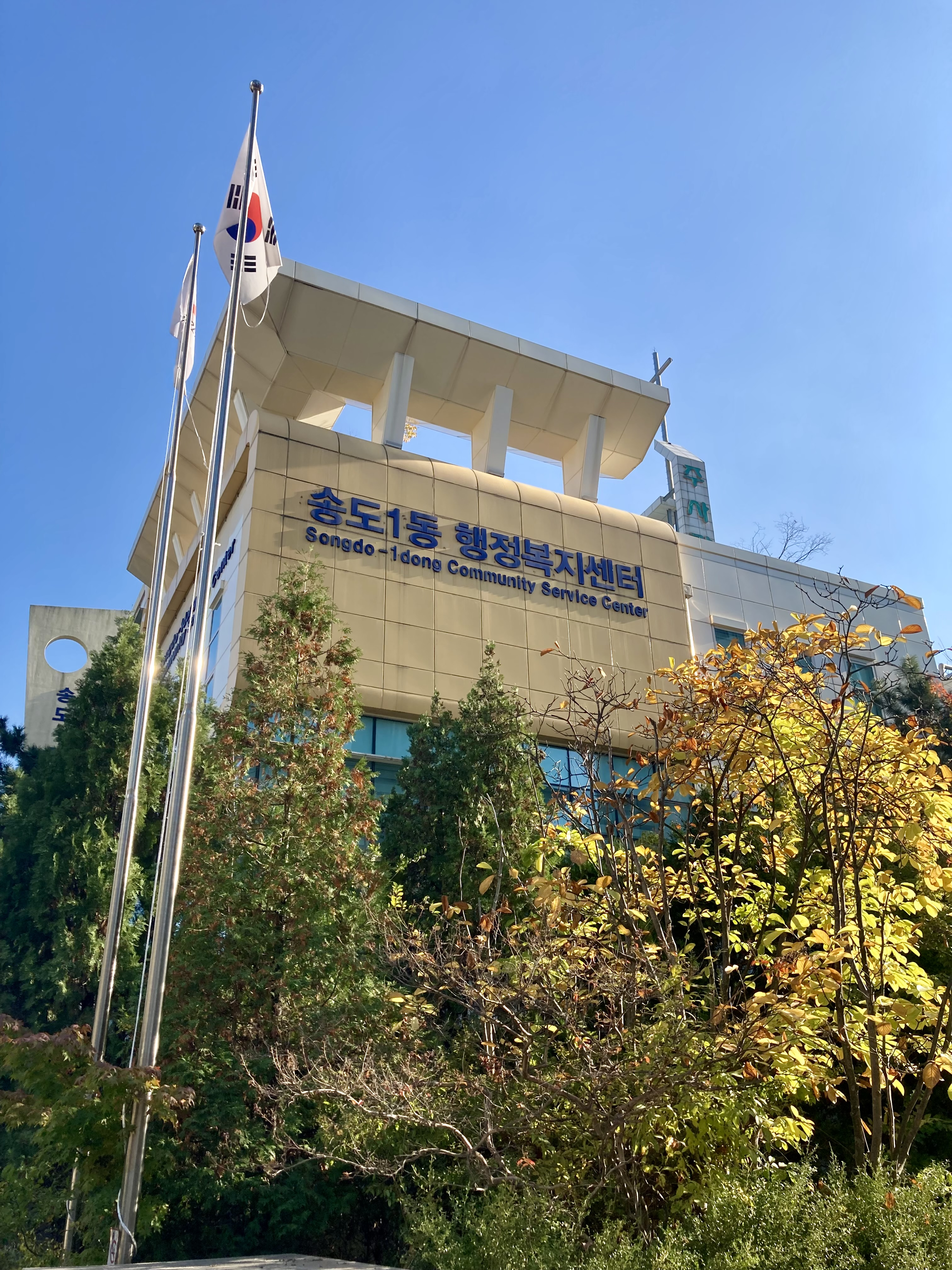
송도1동행정복지센터
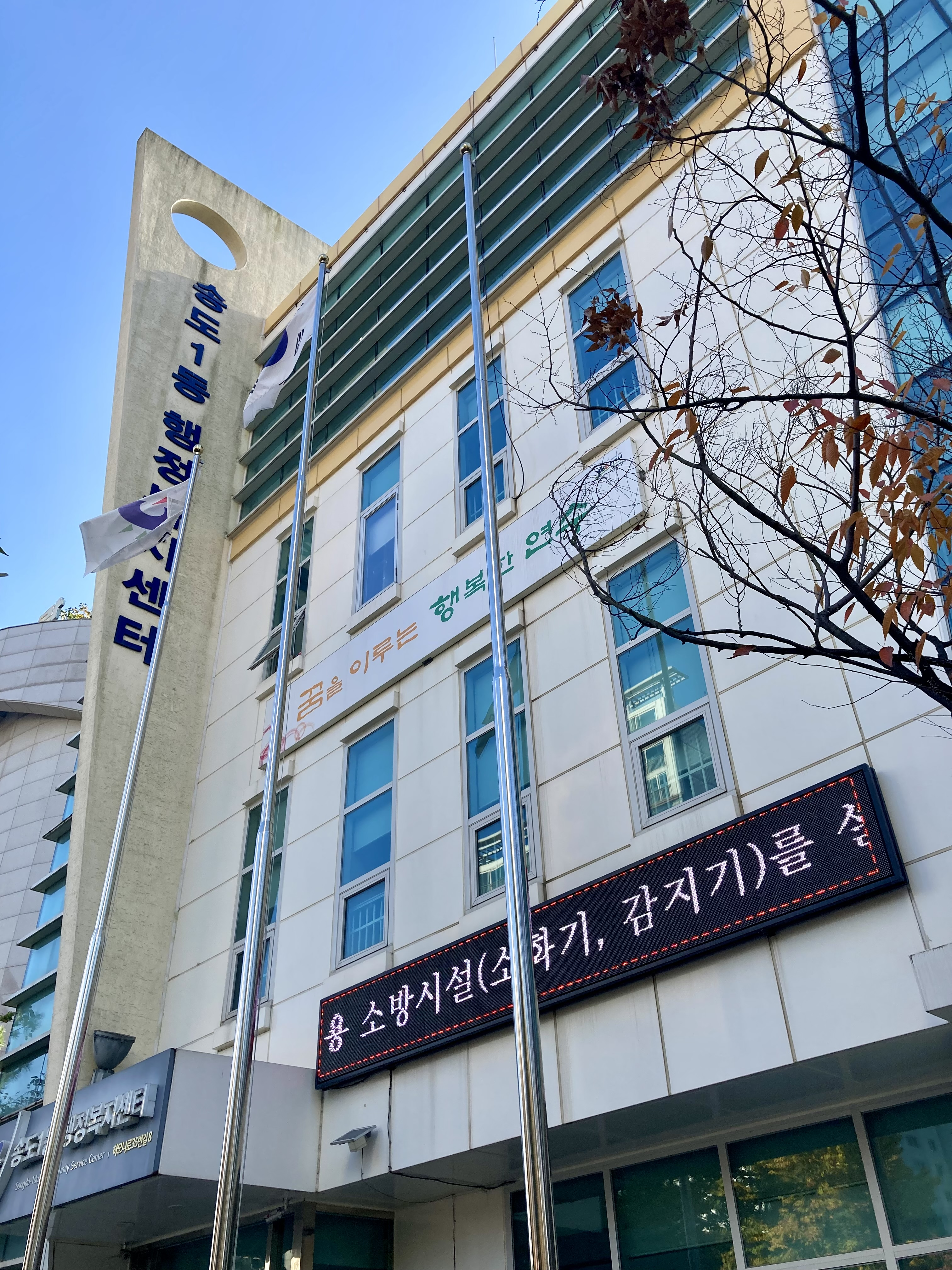
송도1동행정복지센터
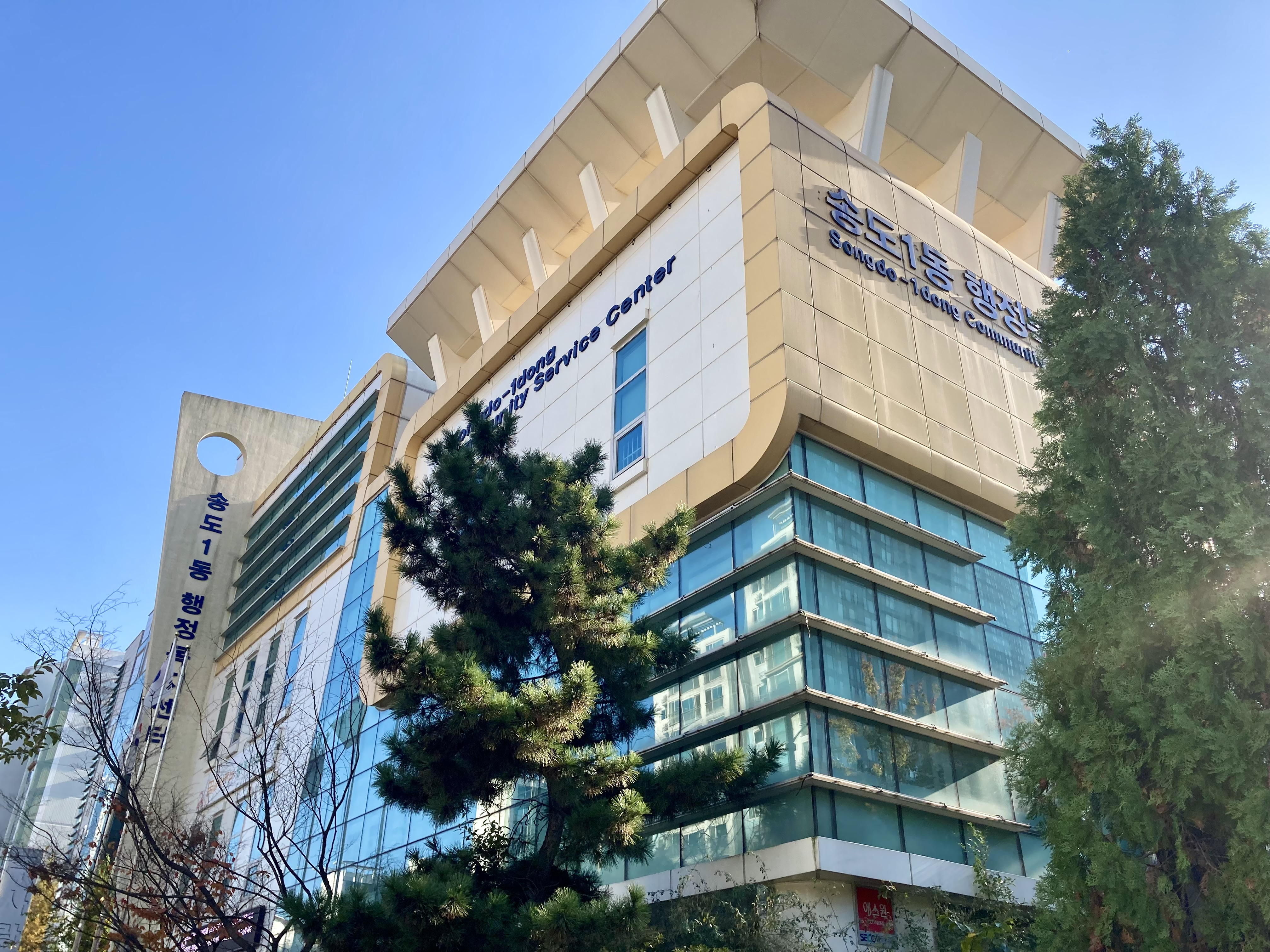
송도1동행정복지센터
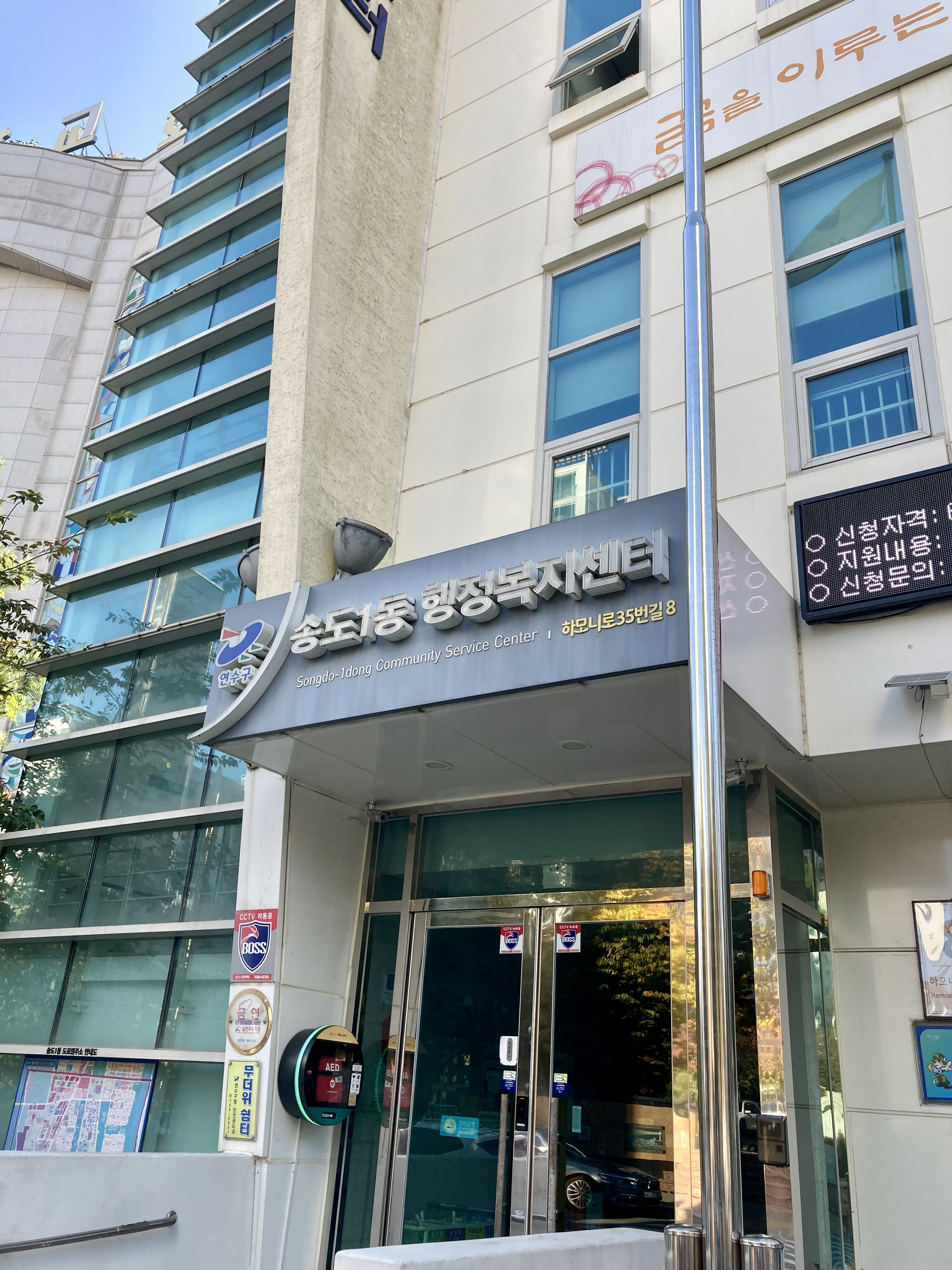
송도1동행정복지센터

#### 송도2동 행정복지센터

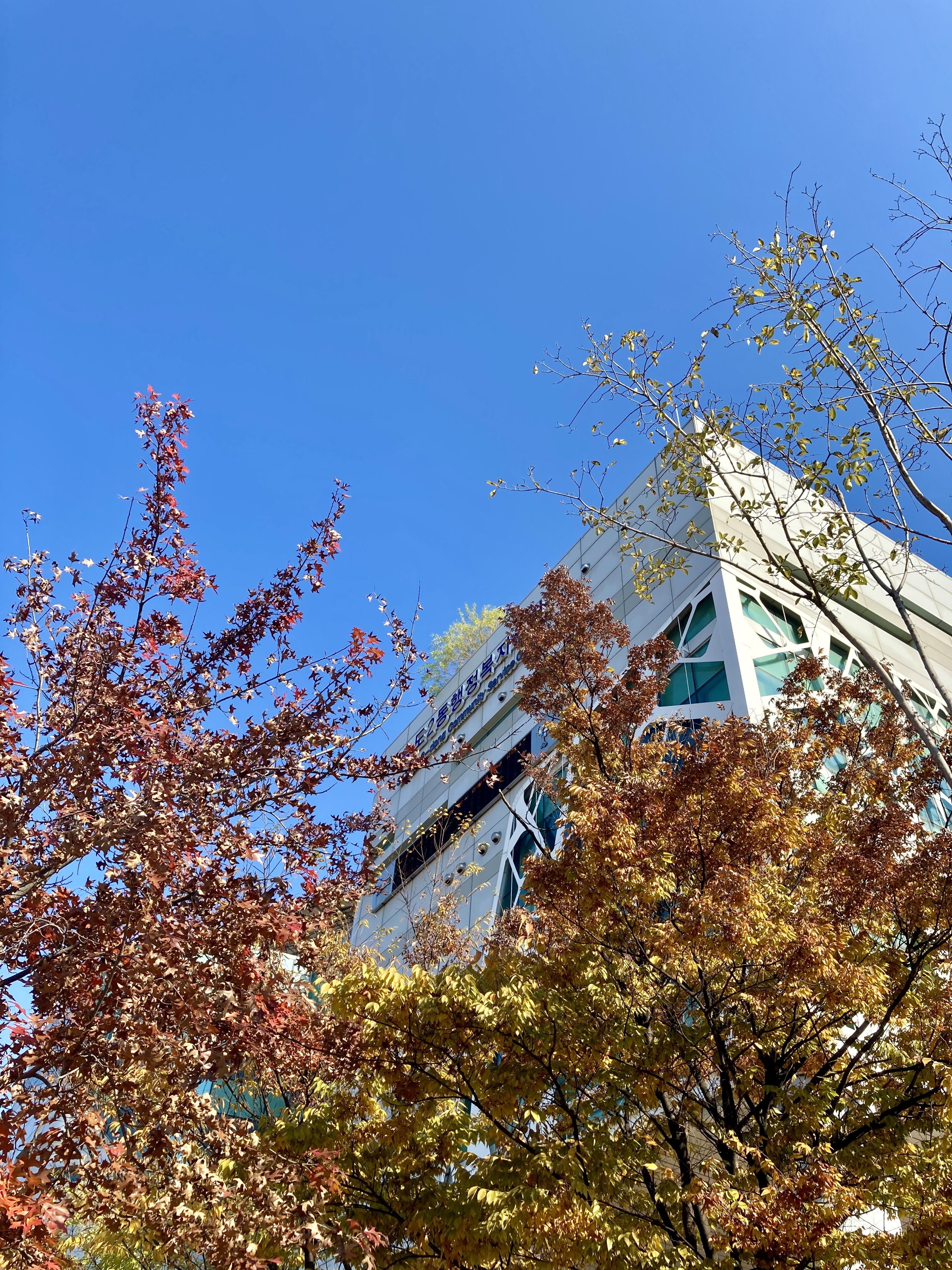
송도2동행정복지센터 가을
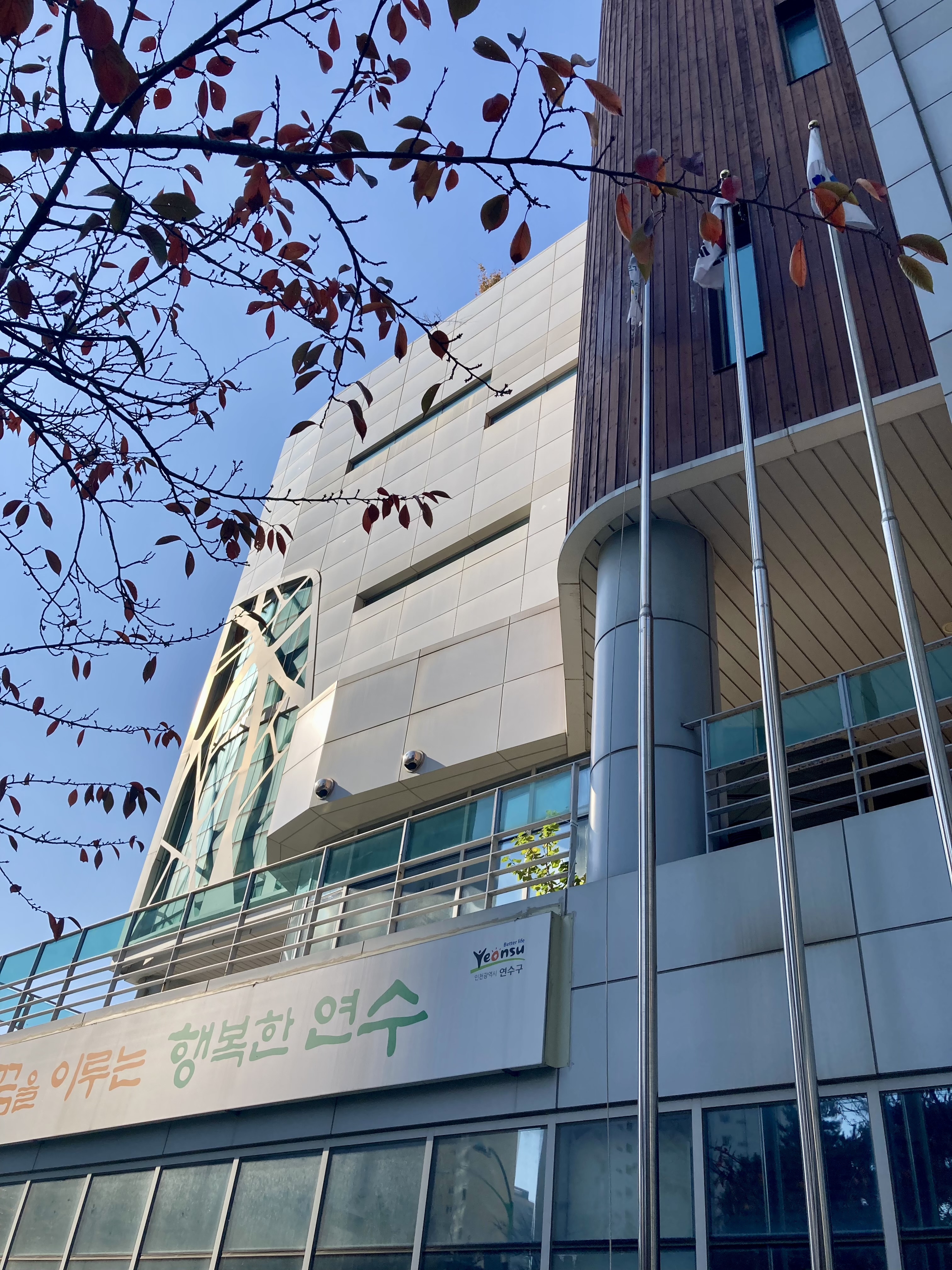
송도2동행정복지센터 계양대
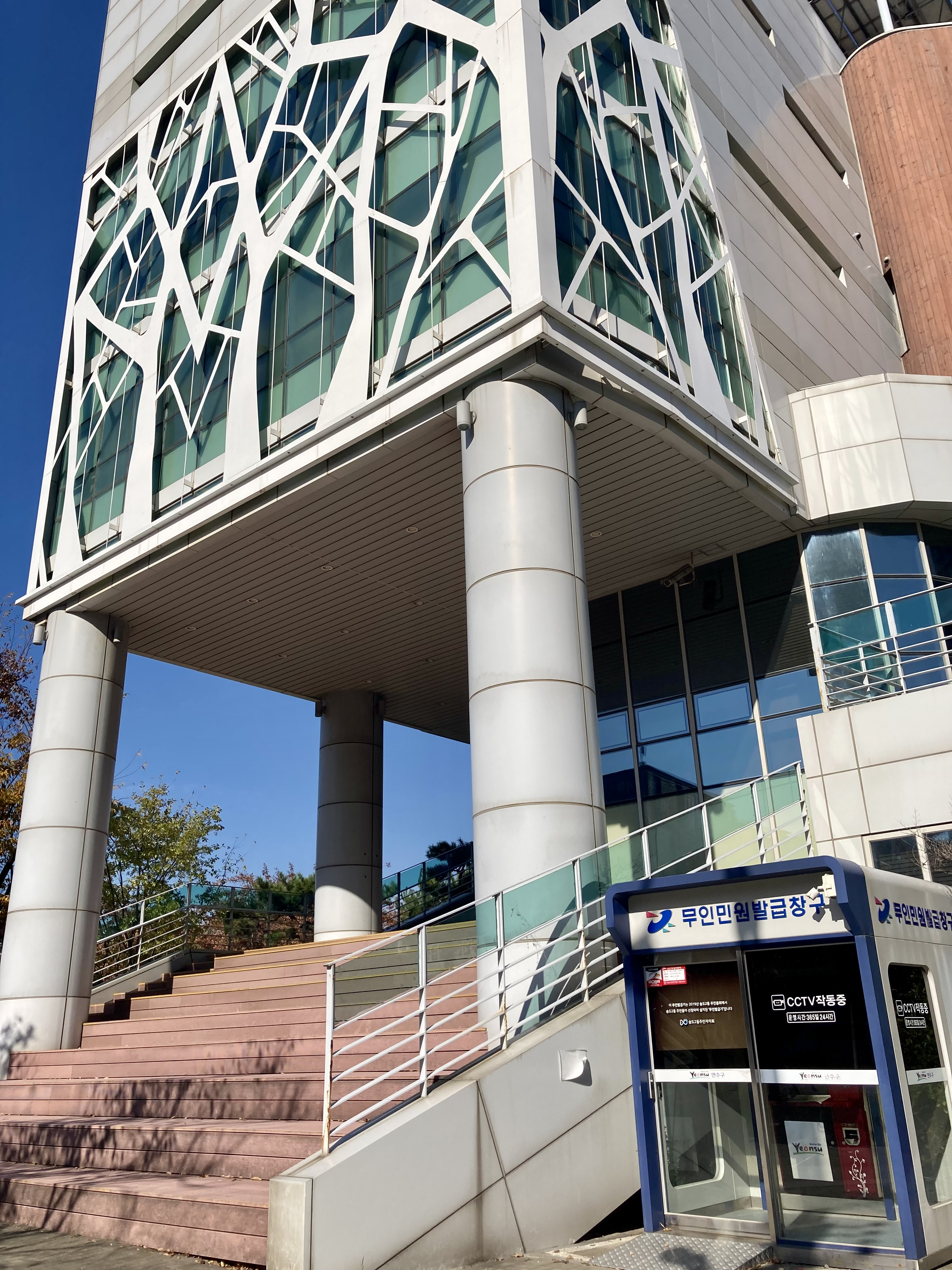
송도2동행정복지센터 무인민원발급기
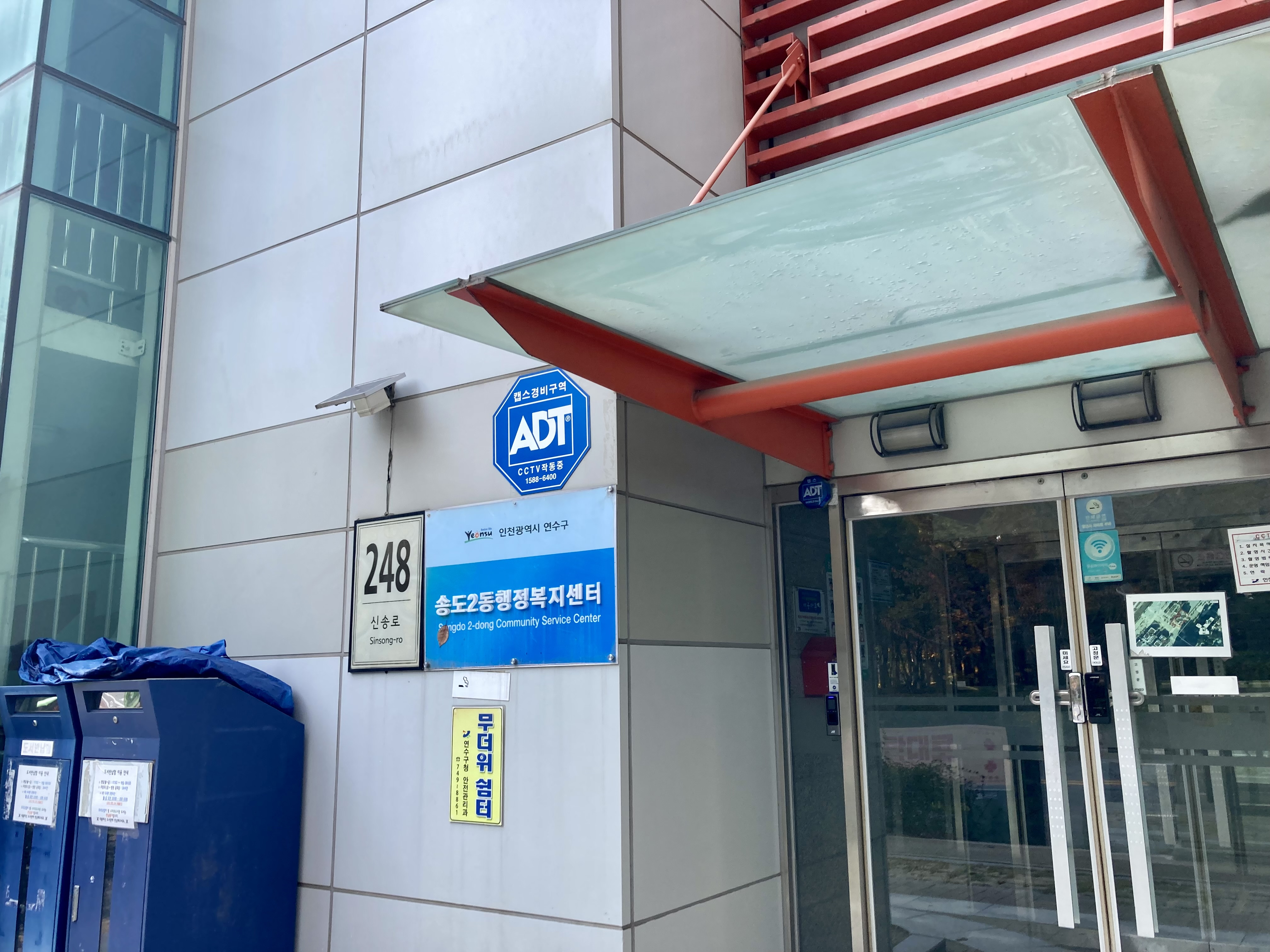
송도2동행정복지센터 입구
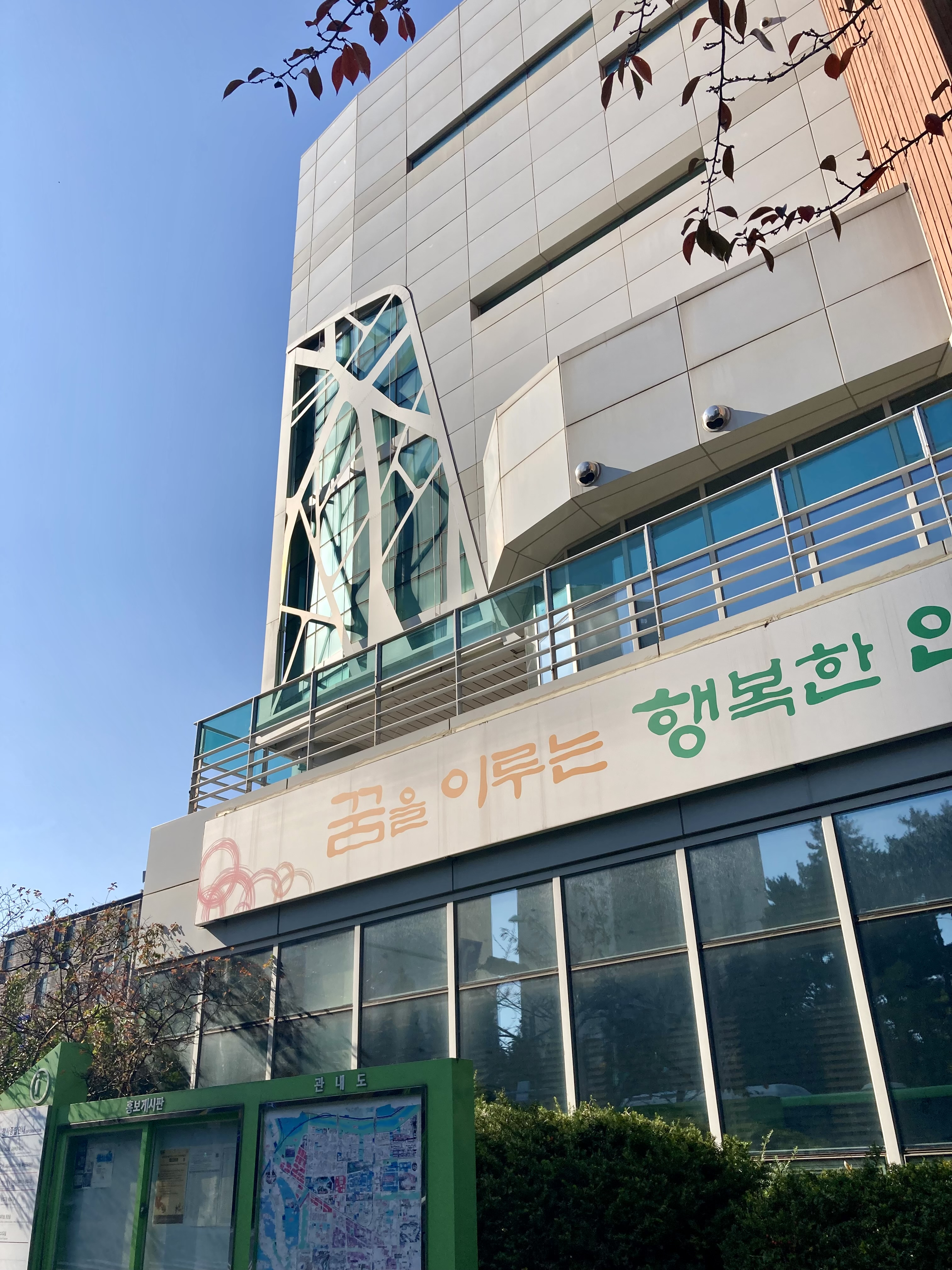
송도2동행정복지센터 간판
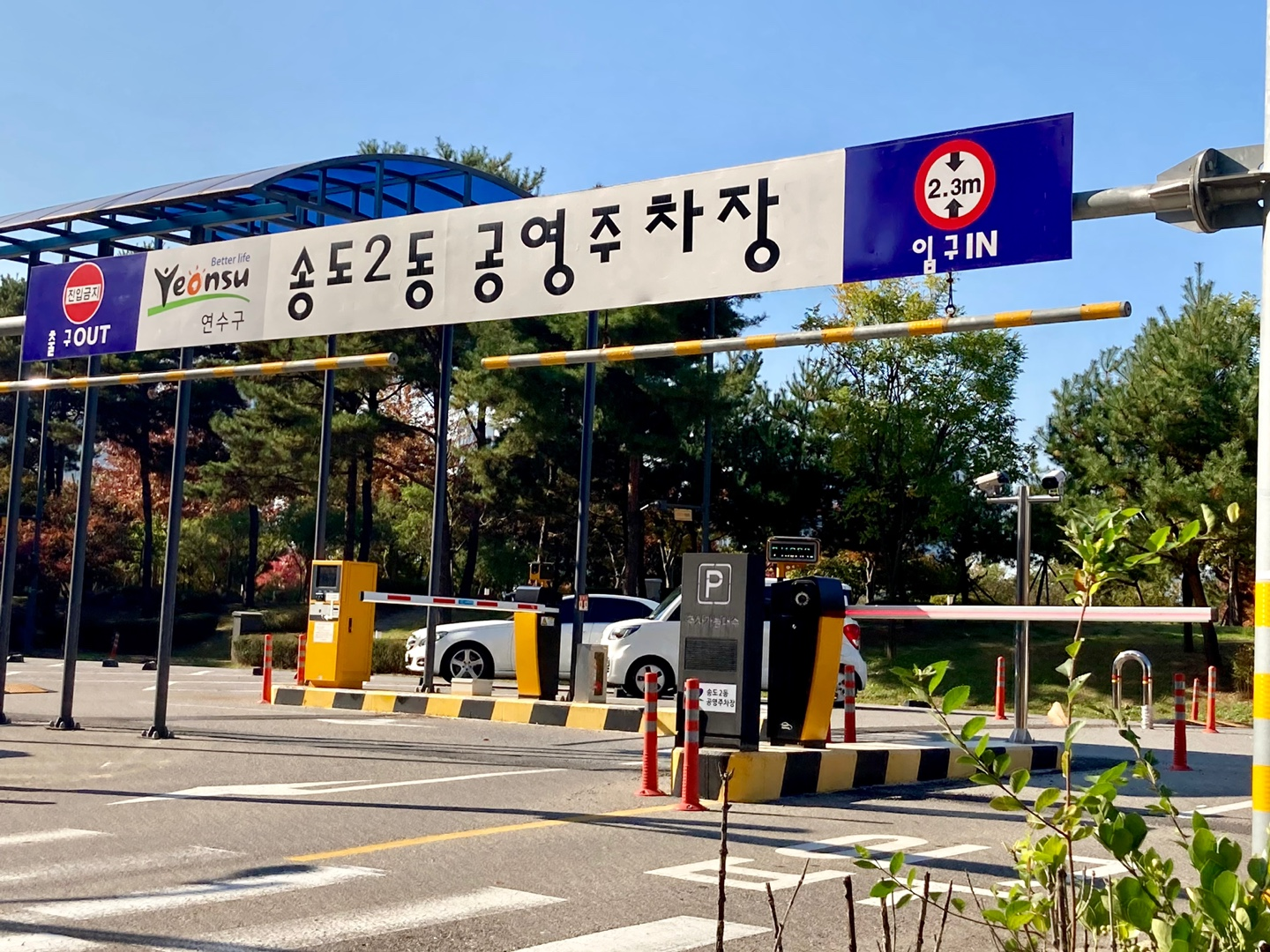
송도2동행정복지센터 공영주차장

#### 송도3동 행정복지센터

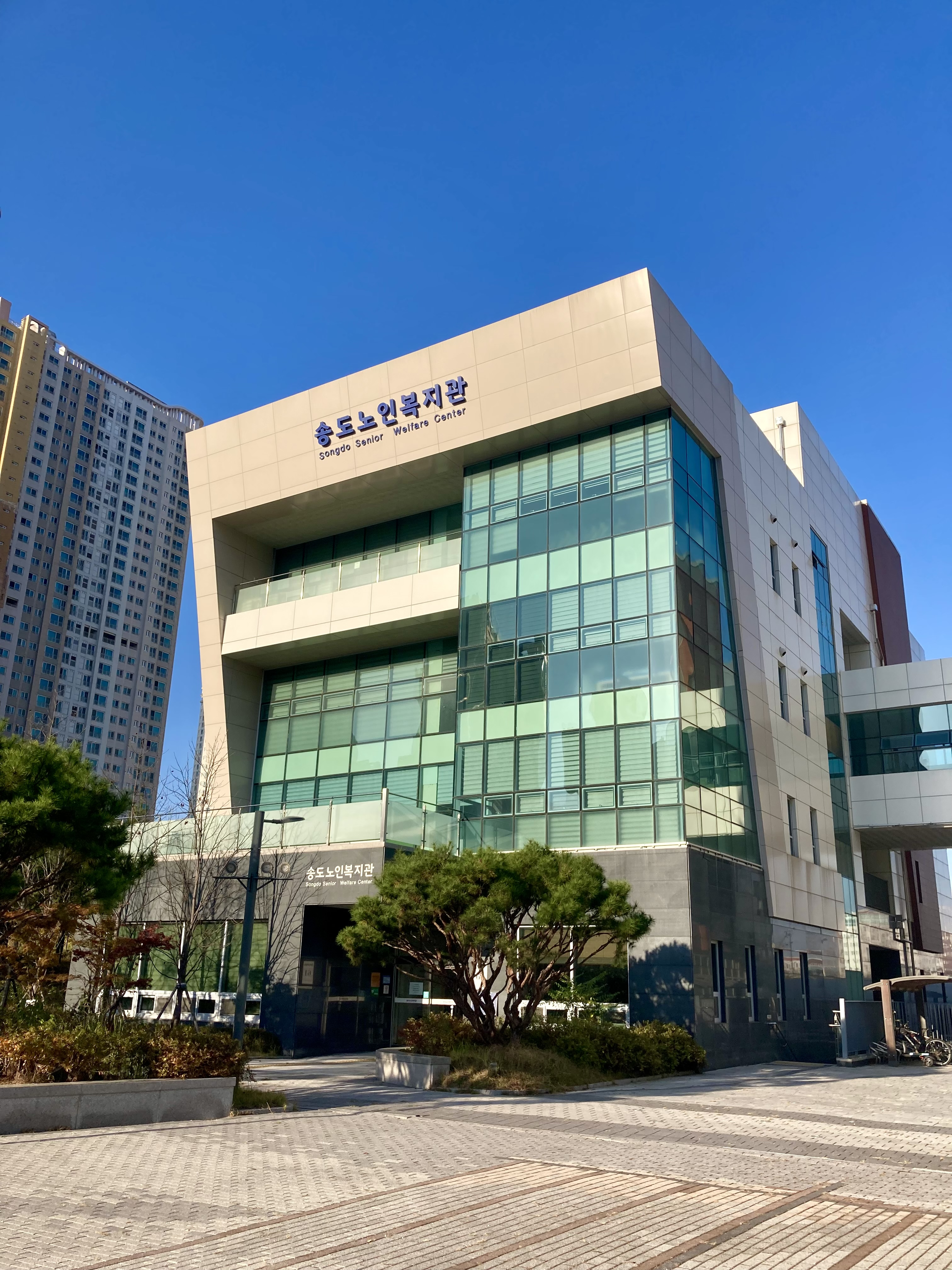
송도3동행정복지센터 노인복지관
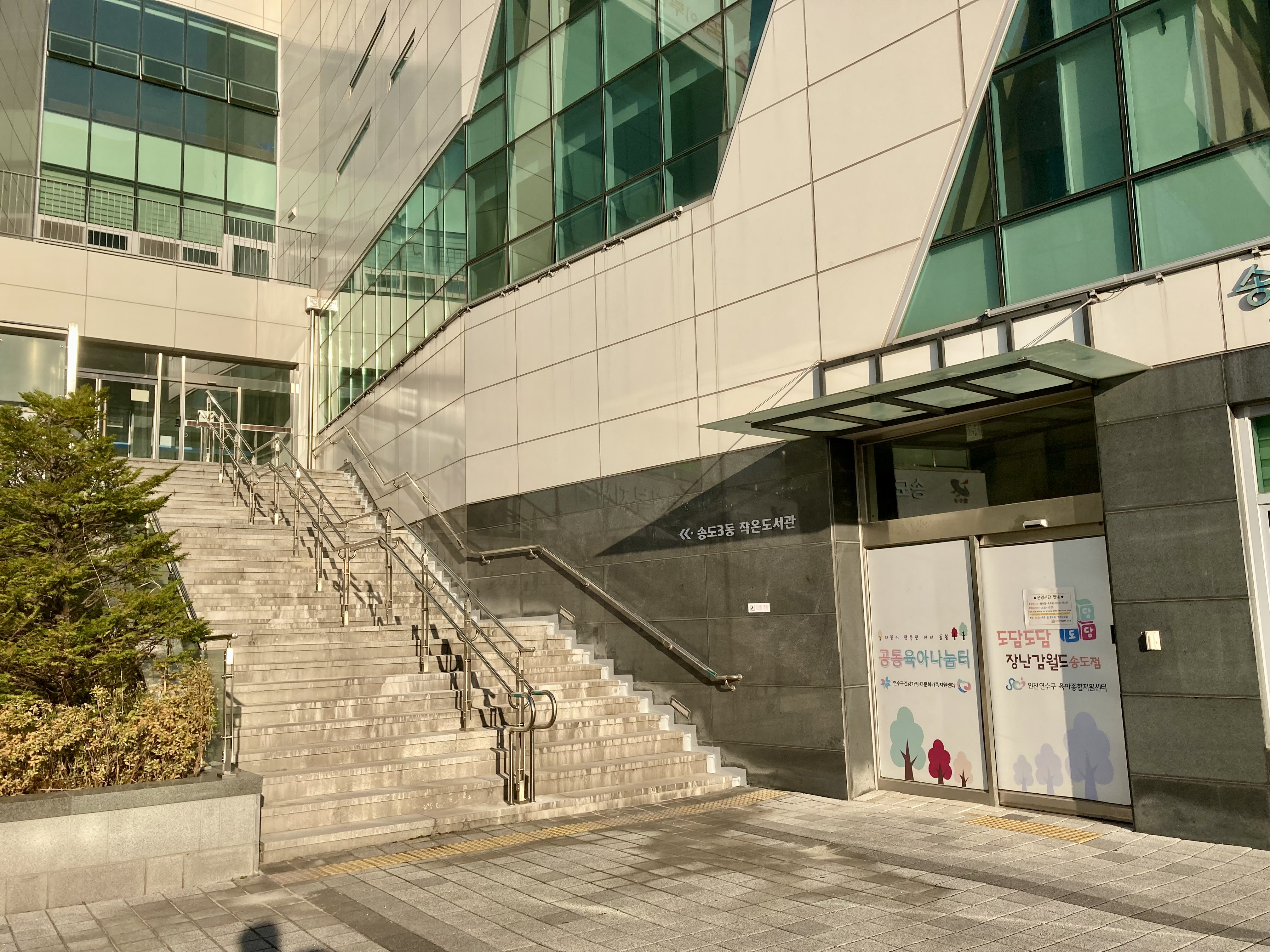
작은도서관 계단
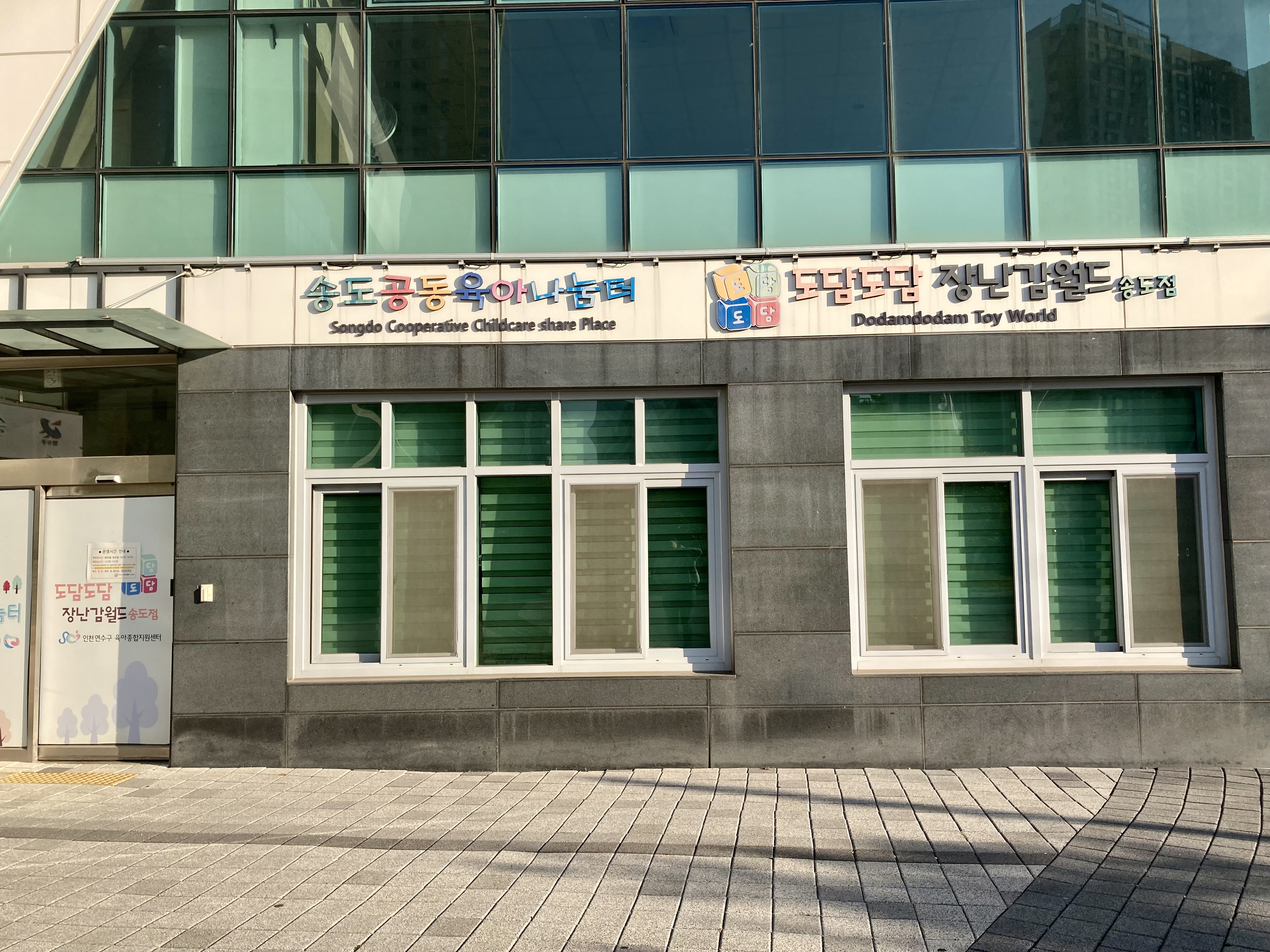
1층시설
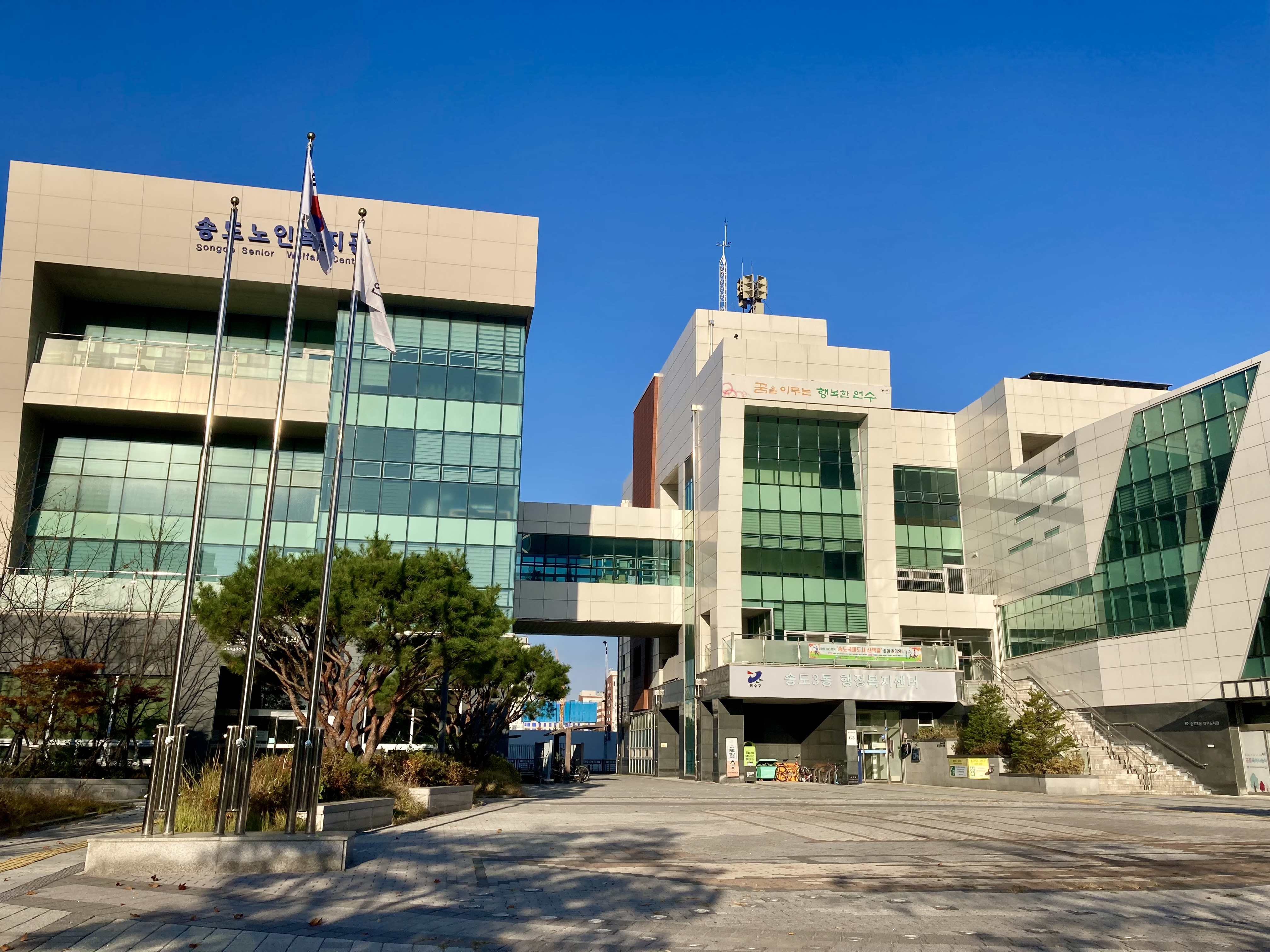
가을전경
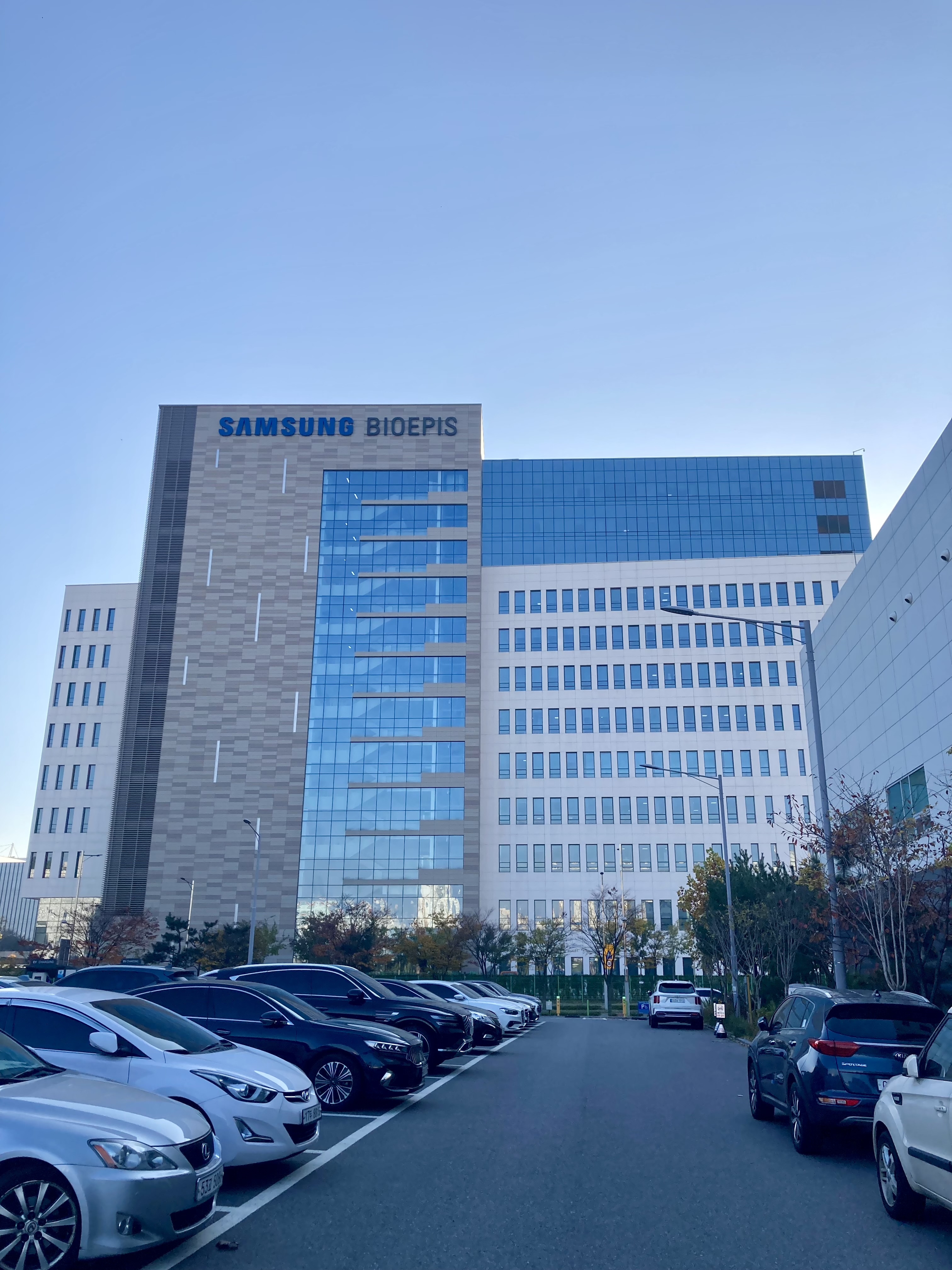
주차장

#### 송도4동 행정복지센터

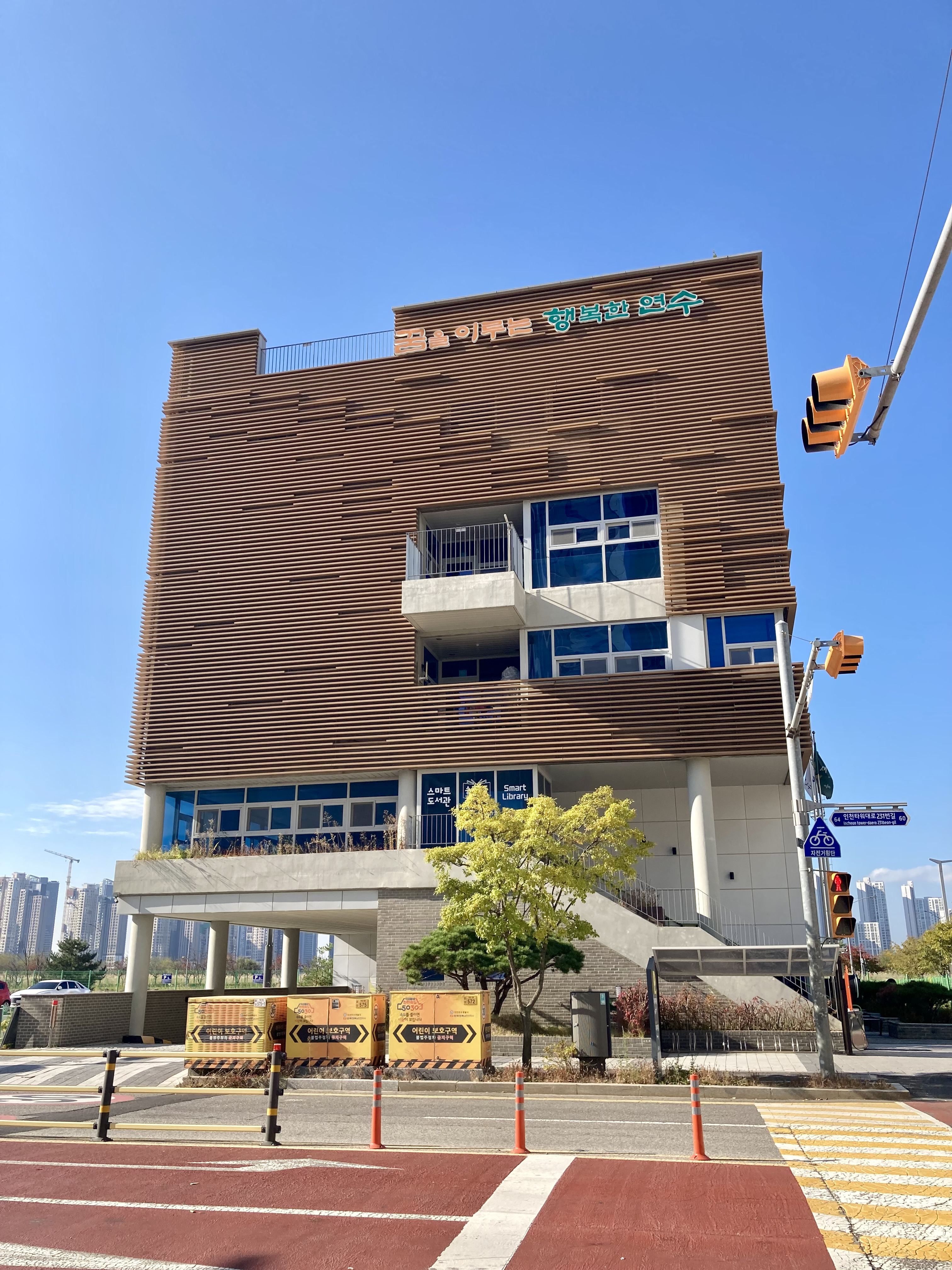
송도4동행정복지센터 전경
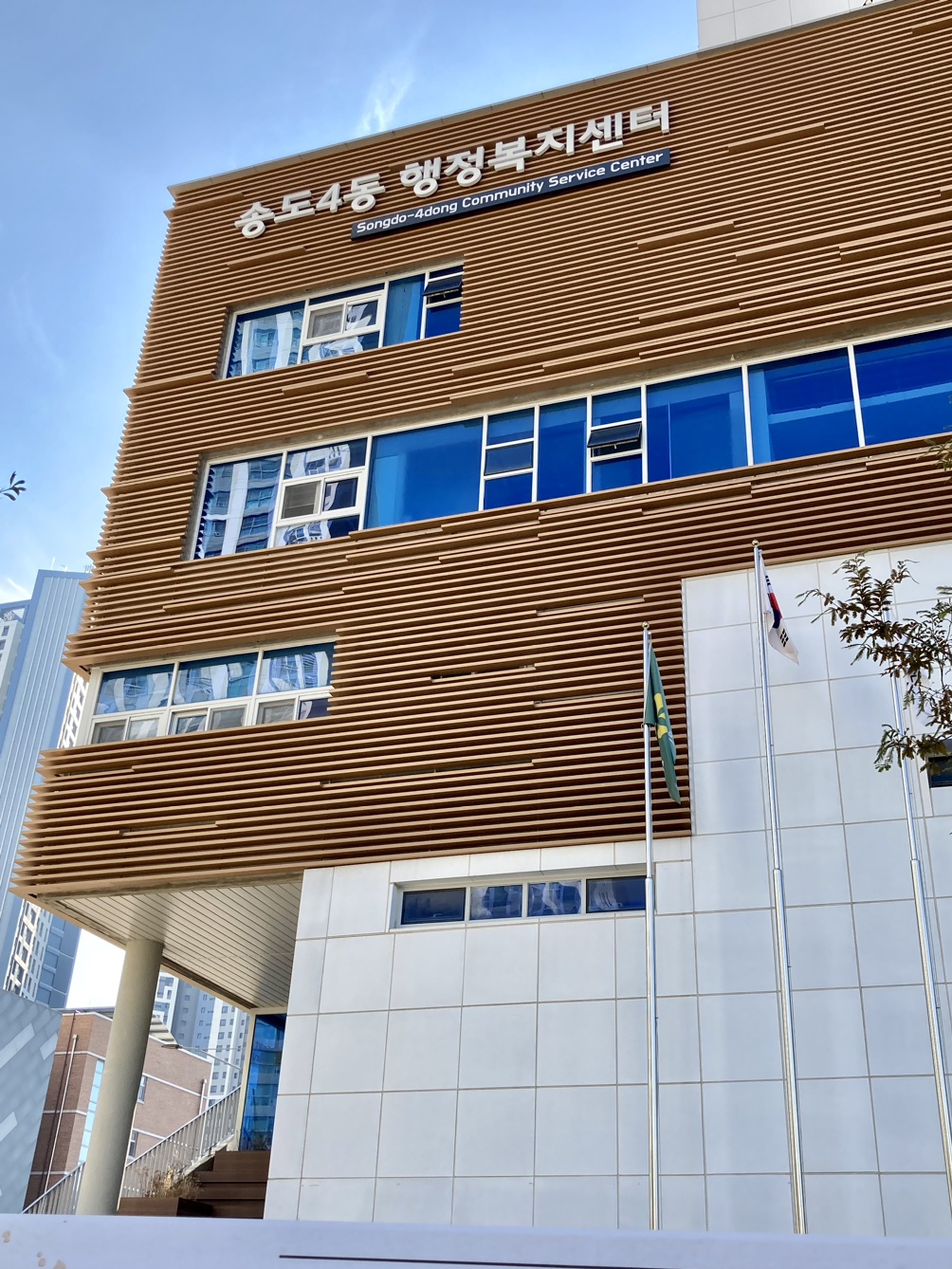
송도4동행정복지센터 간판
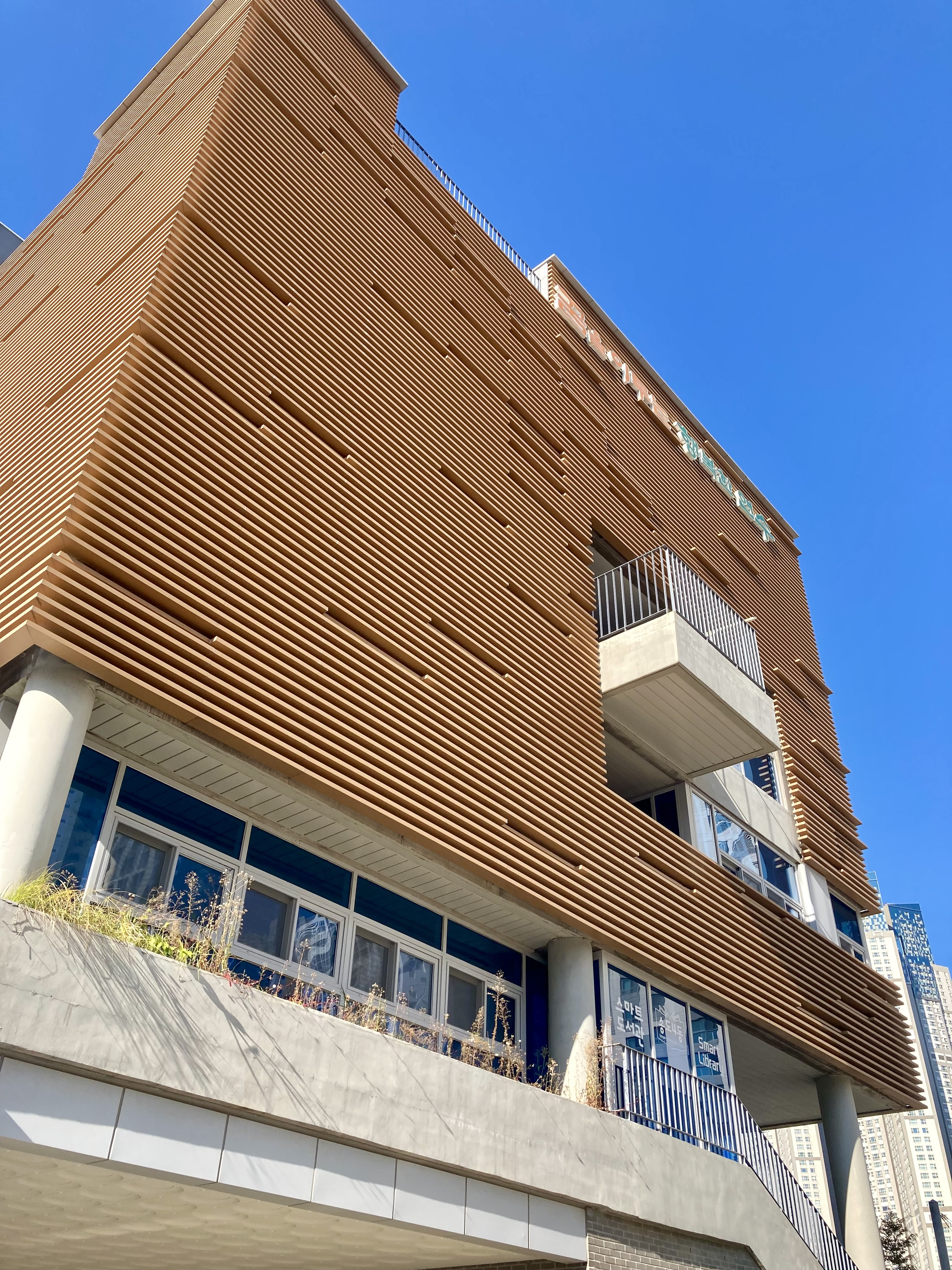
송도4동행정복지센터 외관
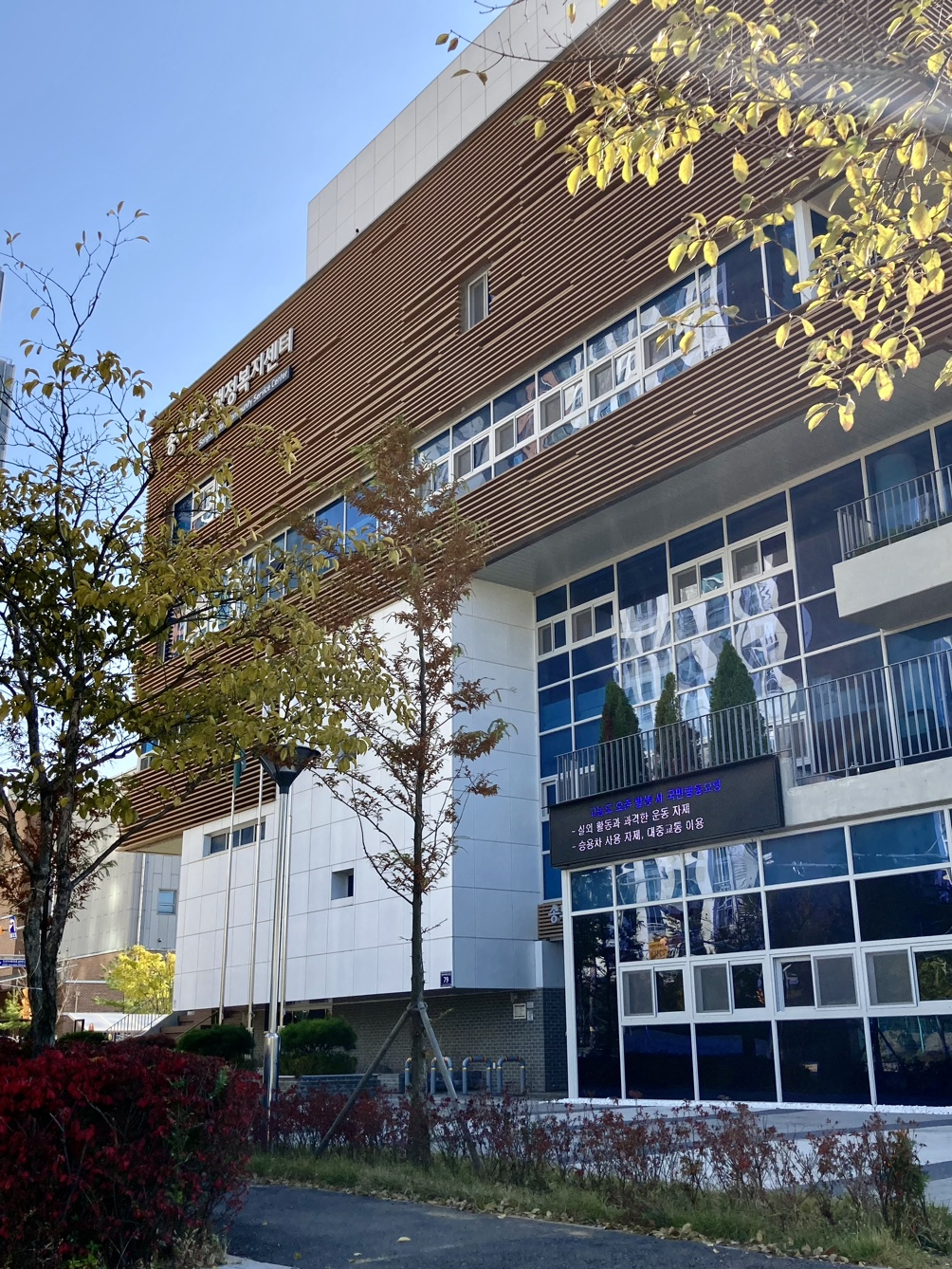
송도4동행정복지센터 외관
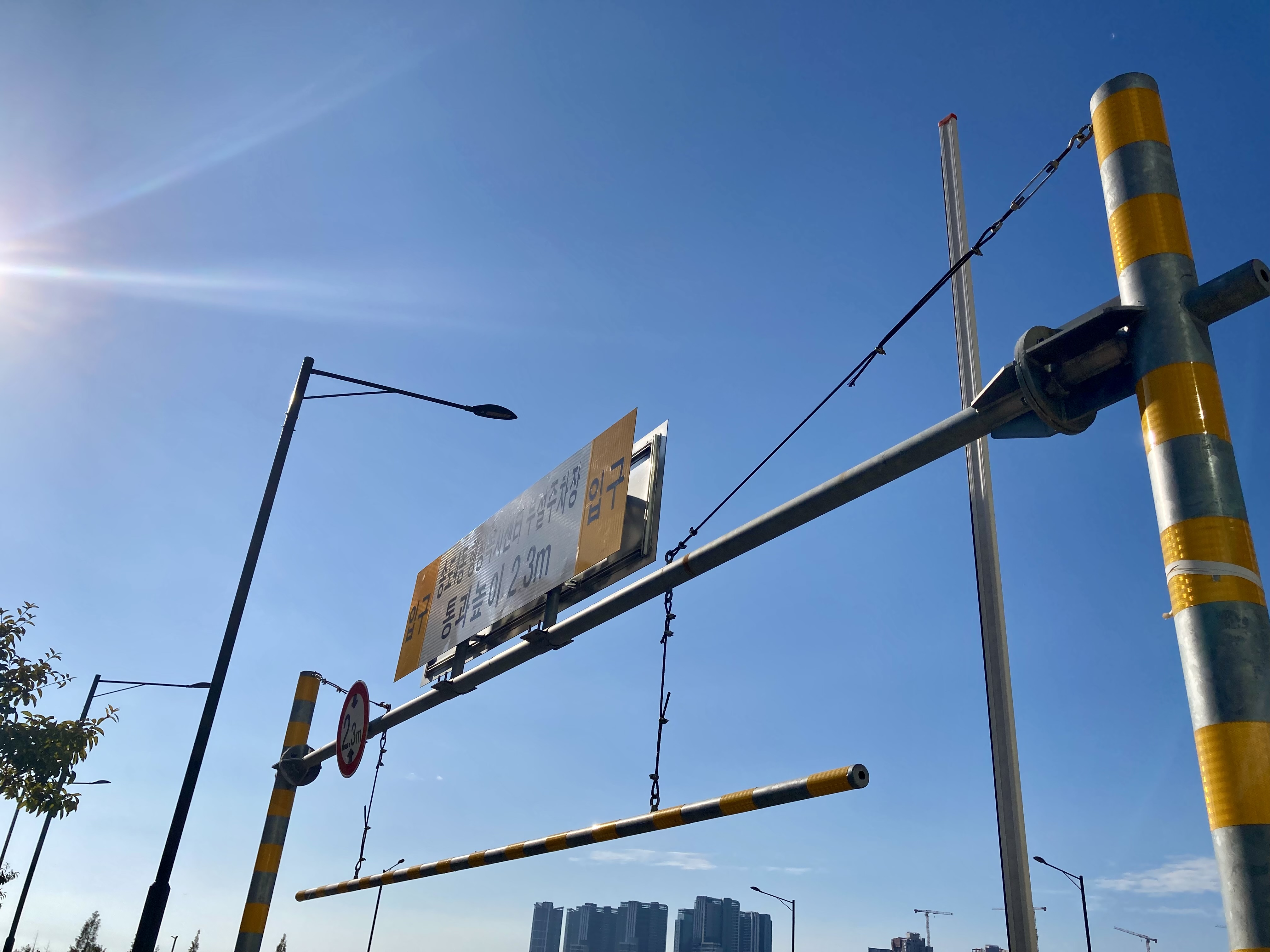
송도4동행정복지센터 부설주차장

#### 송도5동 행정복지센터

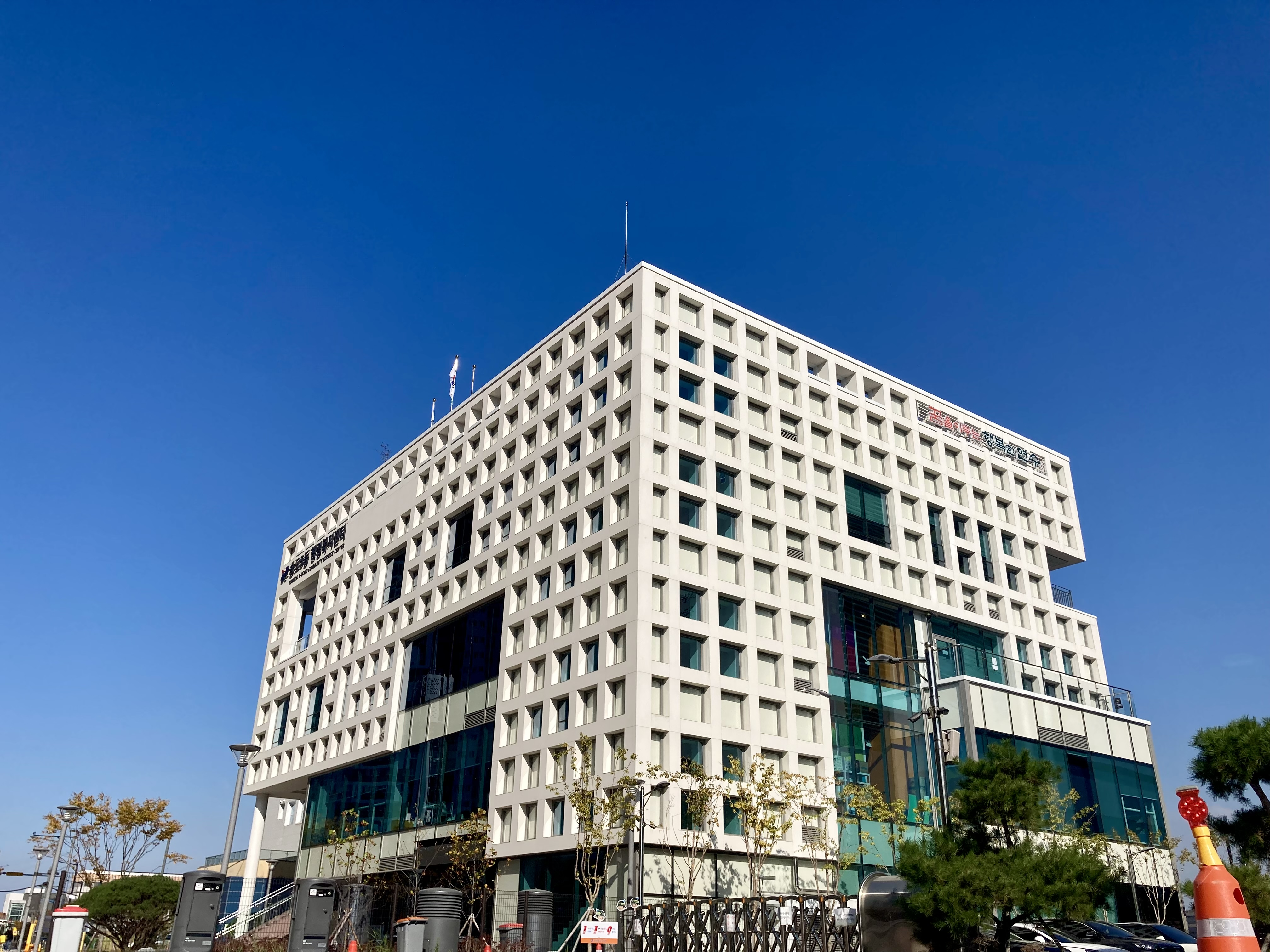
송도5동 행정복지센터 전경
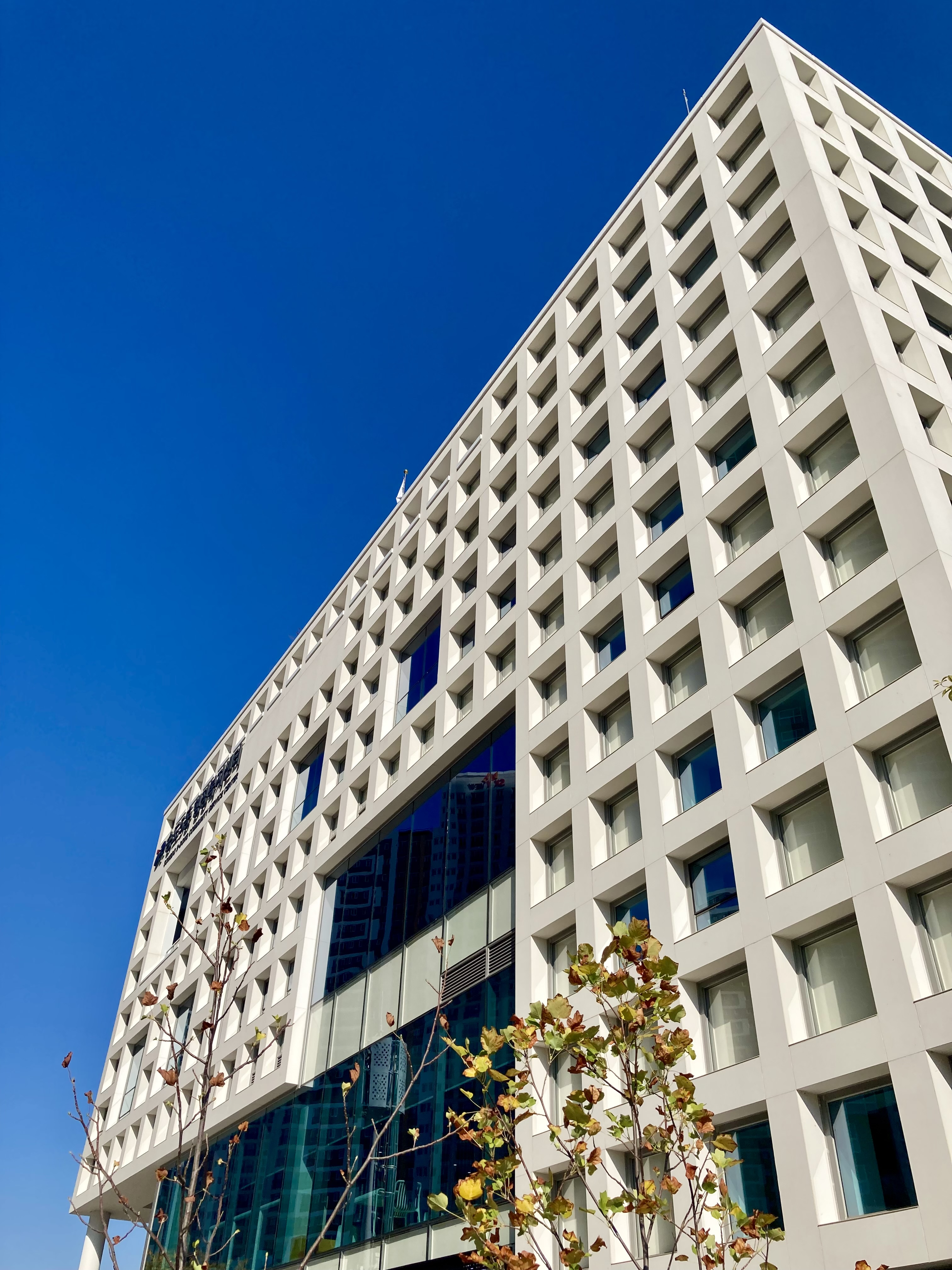
송도5동 행정복지센터 전경
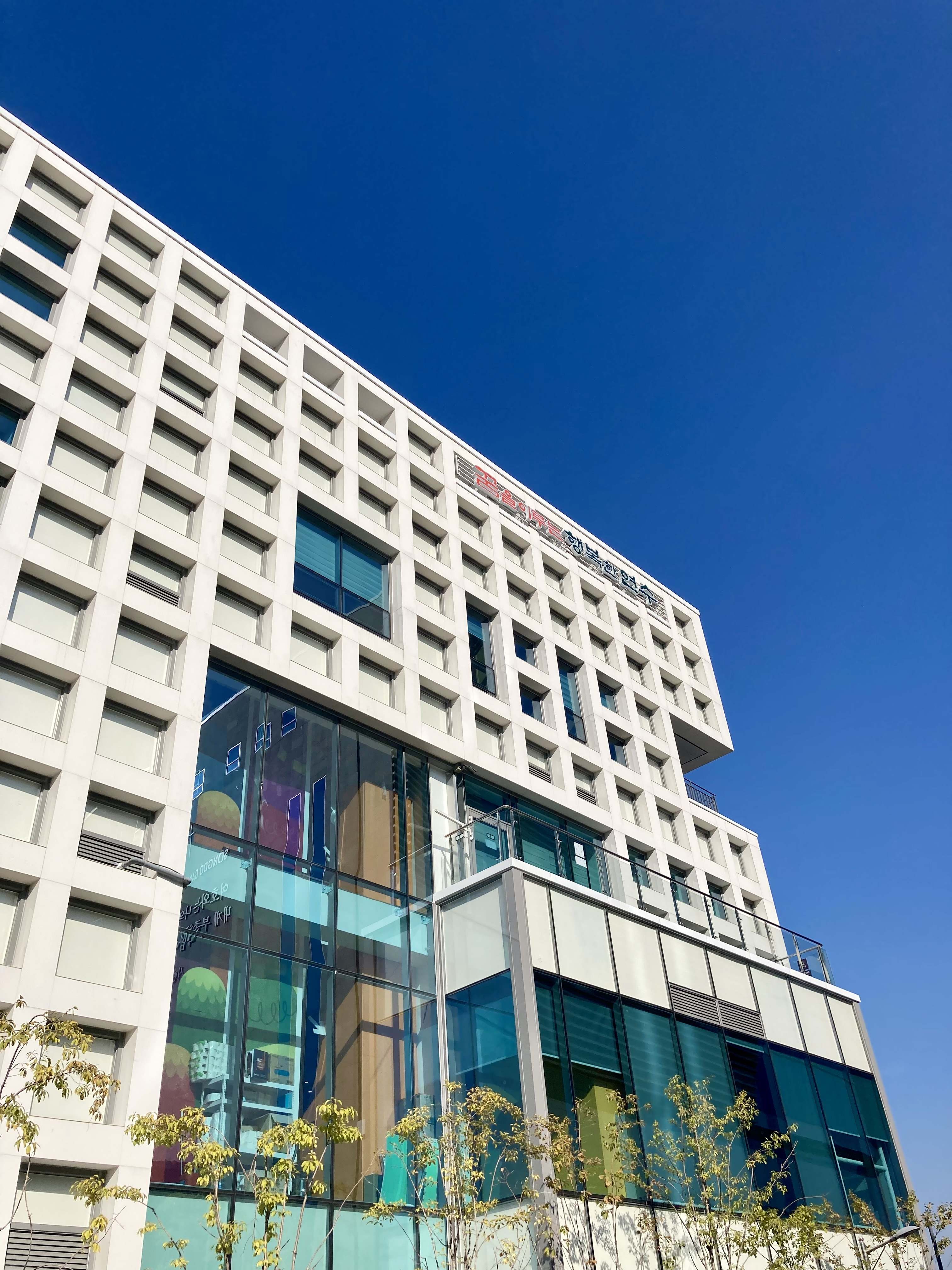
송도5동 행정복지센터 전경
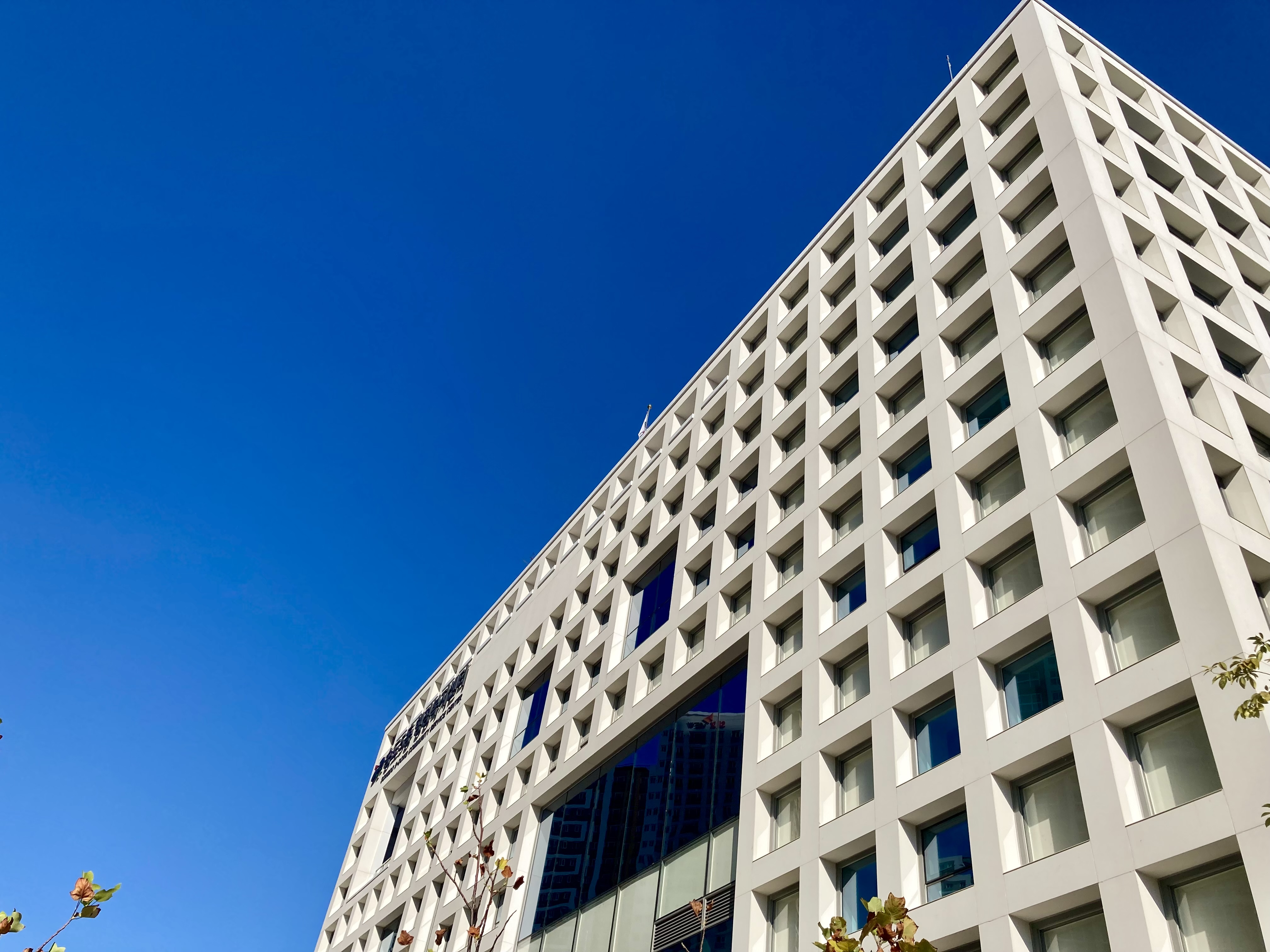
송도5동 행정복지센터 가을하늘

## 같이 보기
- 송도국제도시
- 청라국제도시
- 영종국제도시